# Yadgar Nasriddinova
Yadgar Nasriddinova (26 décembre 1920, Kokand - 7 avril 2006, Moscou) est une femme politique ouzbèke.
Après avoir été élue par les citoyens de Tachkent au Soviet suprême d'Ouzbékistan, elle devient ministre de l'Industrice des matériaux de construction avant de devenir vice-présidente du conseil des ministres en 1955. En 1959, elle prend la tête du Præsidium du Soviet suprême de la république socialiste soviétique d'Ouzbékistan.
En 1970, elle prend la tête du Soviet des nationalités en remplacement de Justas Paleckis.